# Osvaldo Benavides
Pour les articles homonymes, voir Benavides.
Osvaldo Benavides (né le 14 juin 1979 à Mexico) est un acteur mexicain.

## Enfance
Dès son plus jeune âge, il a quitté son village dans la poursuite de son rêve. En arrivant à Cancún, il a commencé ses études d'acteur et, rapidement, s'est lancé dans le mannequinat, ce que lui a permis à lui-même et à sa famille d'obtenir divers contrats.

## Biographie
Avant de devenir l'acteur à succès qu'il est aujourd'hui[réf. nécessaire], Osvaldo Benavides a commencé par le mannequinat. Il a défilé dans les plus grandes de villes de la mode comme Paris, Milan, New York... Au Mexique, il intègre le Centro de Educación Artística (centre de formation au métier d'acteur, appartenant au groupe Televisa). Sa première apparition sur les écrans est dans Duelo de pasiones et Amor mío en 2006.
Depuis, sa popularité n'a cessé de croître. Osvaldo Benavides participe à de nombreuses telenovelas, notamment Clase 406 (2008) et Sortilegio (2009).

## Filmographie

### Télévision
- 1995 : Maria la del Bario : Fernando "Nandito" de la Vega
- 2006 : Amar sin límites : Sebastián Cárdenas
- 2006 : La Plus Belle des laides (La fea más bella) (Televisa) : Santiago
- 2008 : Querida enemiga : Mauricio Sermeño
- 2010 : Llena de amor : Roberto Gamba (participation spéciale)
- 2012 : Amores verdaderos : Santino Roca
- 2013 : Lo que la vida me robó : Dimitrio Mendoza Gianciti
- 2015-2016 : A que no me dejas : Adrían Olmedo
- 2019 : Monarca  : Andrés Carranza
- 2021 : The Good Doctor  : Dr. Mateo Rendón Osma